# Плаошник

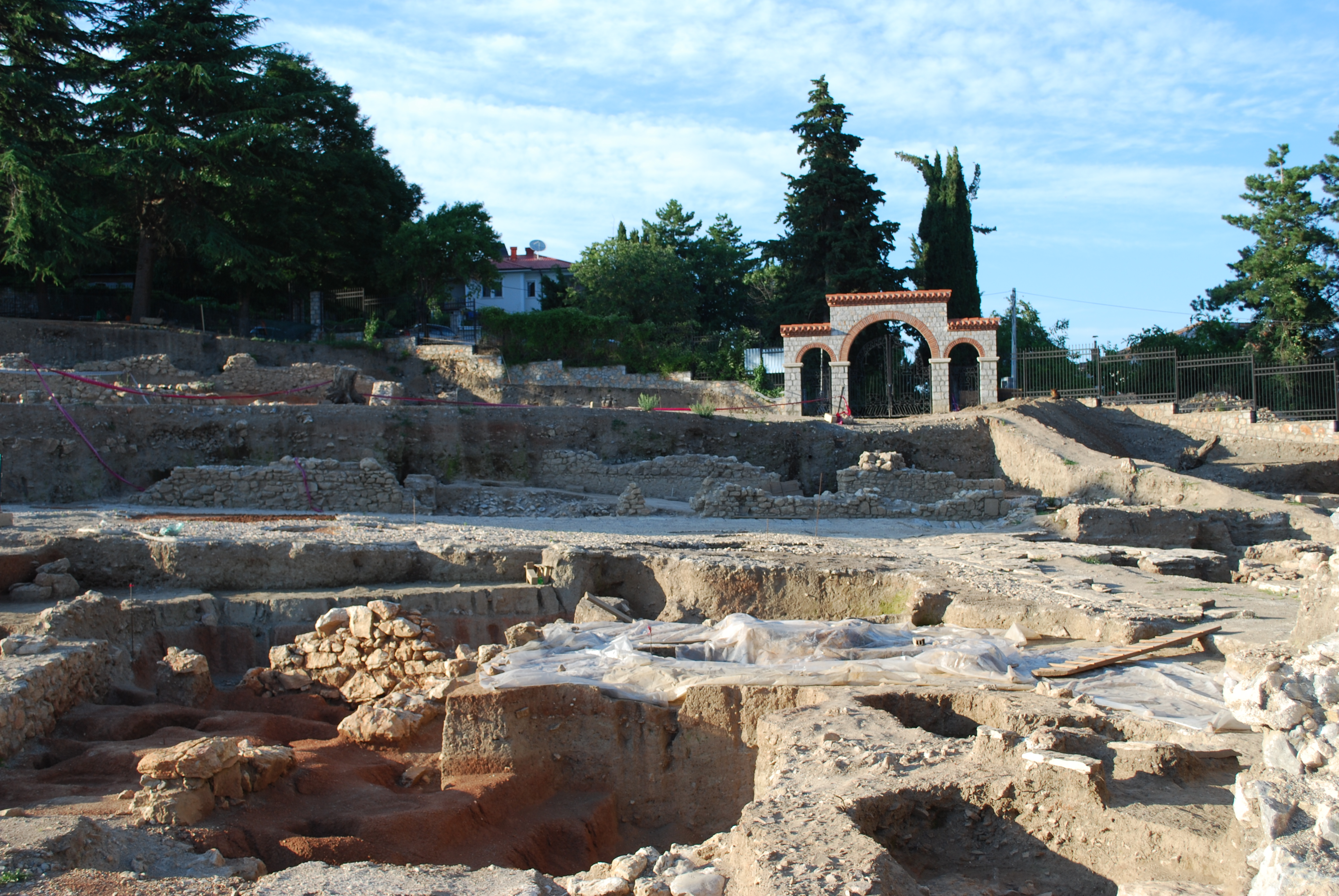
Плаошник

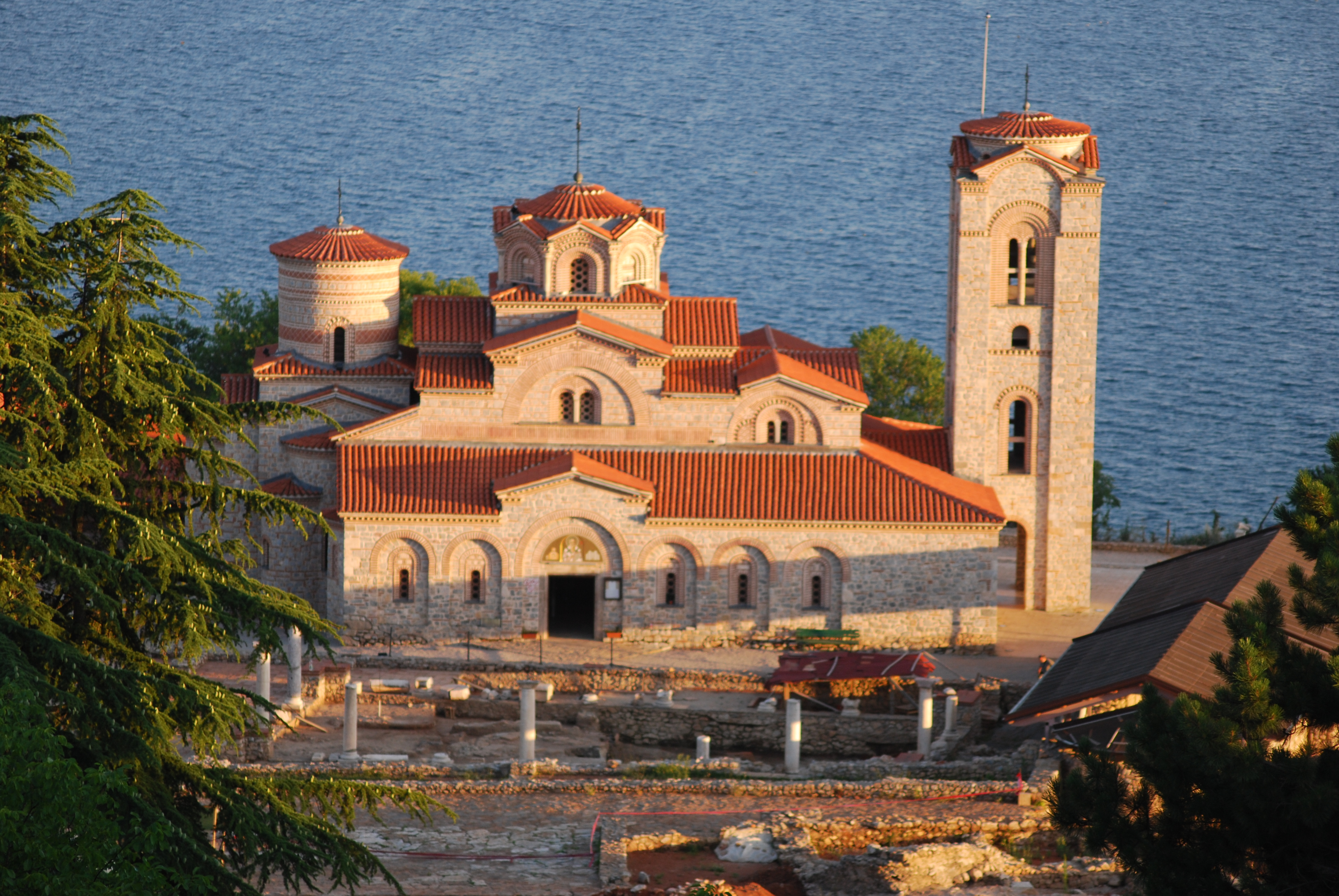
Церковь Святого Пантелеимона

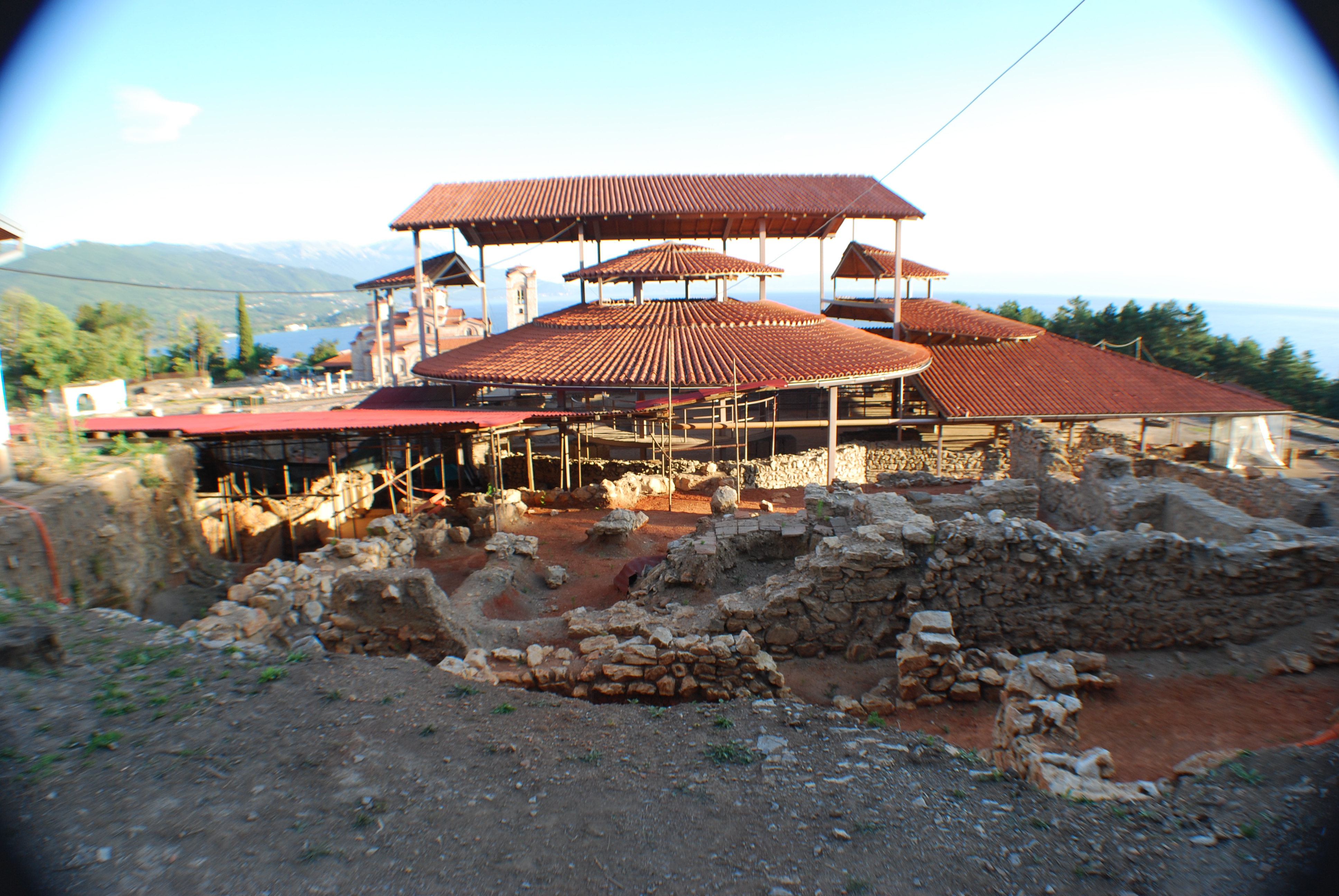
Христианская базилика

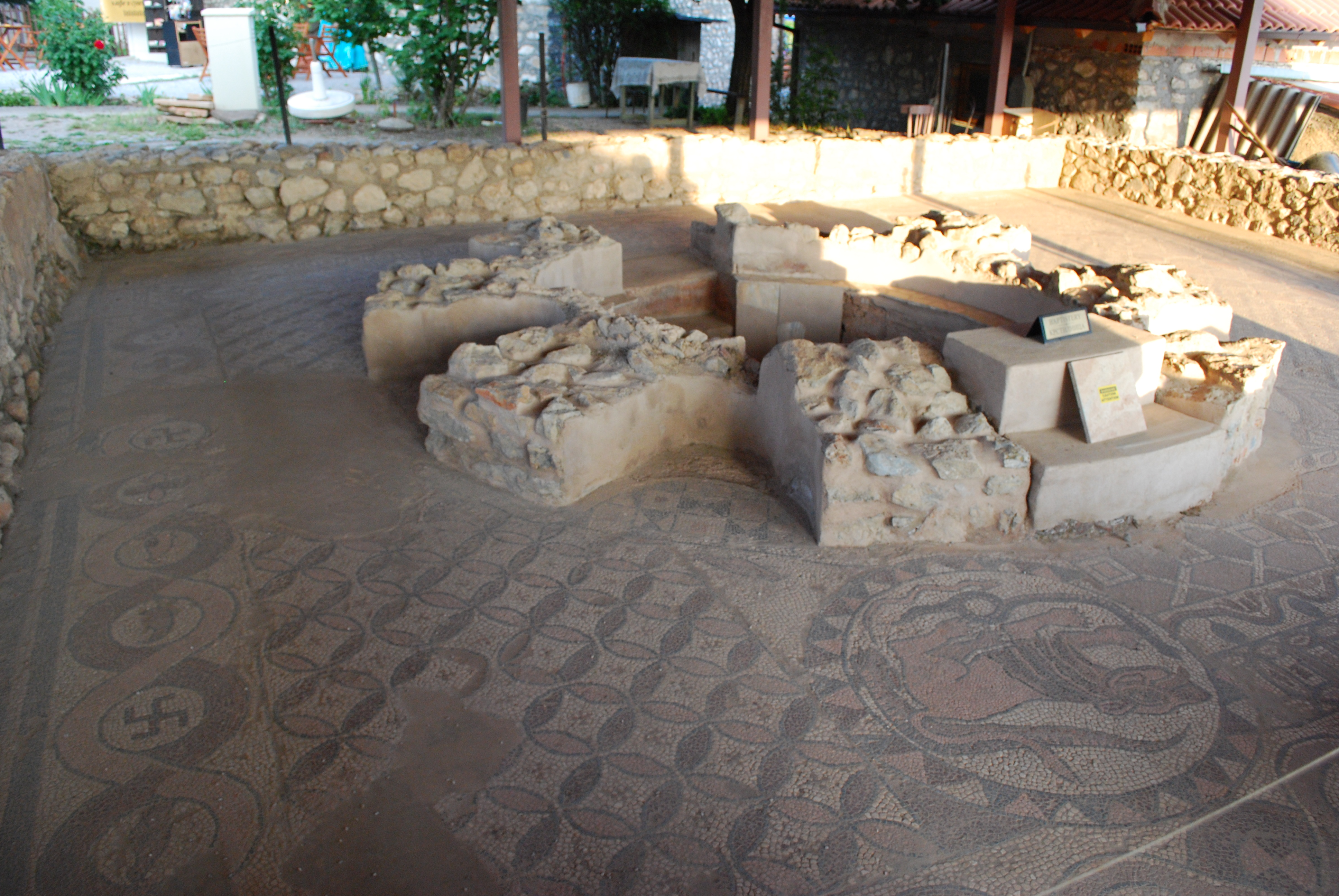
Остатки купели

Плаошник или сокращённо Плаош (макед. Плаошник, Плаош) — исторический центр древнего города Охрид, ныне место археологических раскопок, крупный духовный, культурный и туристический центр. Находится на восточном побережье Охридского озера на расстоянии 250 метров от Самуиловой твердины.

## История
Ещё в 893 году на этом месте был построен храм святого Климента Охридского, и это здание являлось одним из древнейших на территории города. Храм стал крупнейшим культурным и образовательным центром региона, так, при нём работала знаменитая Охридская книжная школа, где для преподавания использовался новосозданный славянский алфавит — кириллица. Школа оказала значительное влияние на формирование славянской письменности и литературы, через неё прошли несколько тысяч учеников. Святой Климент был похоронен недалеко от храма в построенной своими руками гробнице. Тем не менее, во времена правления Османской империи строения неоднократно разграблялись и разрушались, многие реликвии и культурные ценности оказались утерянными, храм Климента Охридского был полностью уничтожен, а на его фундаменте появилась мечеть.

## Реставрационные работы
Возрождение храмового комплекса началось лишь в декабре 2000 года — для этих целей был разработан масштабный проект, реализацией которого занимались несколько сотен квалифицированных специалистов со всей страны. По имеющимся древним чертежам к августу 2002 года им удалось восстановить церковь в своём изначальном виде, вплоть до интерьеров. Новый храм назвали в честь Святого Пантелеимона, впоследствии сюда вернули некоторые наиболее ценные реликвии, в частности здесь хранится мраморный саркофаг с мощами святого Климента, живопись XI-XII и XIII-XIV веков, фрагменты старого пола того периода. Примечательно, что архитекторами в церкви устроен стеклянный пол, через который посетители могут наблюдать руины расположенного ниже более древнего храма.
Со временем была восстановлена и Охридская книжная школа, новое здание получило название Славянского университета. Университет включает большую библиотеку, предназначенную для хранения старинных рукописей и книг, а также галерею из более чем 800 икон. В ходе археологических раскопок исследователями были обнаружены фундаменты базилики, купели, мозаичные полы V-VI веков с узорами, орнаментами, изображениями людей и животных. В будущем руководство планирует продолжать реставрацию Плаошника и по возможности довести все его объекты до состояния полного восстановления.